# بحث شعاعي
بحث شعاعي أو beam search  إحدى خوارزميات البحث المنتمية إلى خوارزميات الكشف عن مجريات الأمور في علوم الحاسوب. وتقوم باستكشاف البيانات من خلال توسيع النقاط الأكثر نجاحاً ضمن نطاق محدد. البحث الشعاعي هو تحقيق أمثل للبحث المعروف بالبحث الأول-الأفضل من حيث تقليل متطلبات الذاكرة. البحث الأول الأفضل هو بحث في مجموعة بيانات يقوم بأخذ كل الحلول الجزئية بالاعتماد على إرشاد معين وصولاً إلى الحل الكامل. ولكن الفرق أن البحث الشعاعي يبقي عدداً محدداً من الحلول الجزئية المثلى كحلول مرشحة.